# 谷脇一夫
谷脇 一夫（たにわき かずお、1944年4月15日 ‐ ）は、日本の高校野球、大学野球指導者。元社会人野球選手。高知県出身。現役時代は捕手。

## 来歴
高知県吾川郡いの町（当時は伊野町）の出身。伊野中学校から高知市立高知商業高等学校に進み、野球部では高橋善正とバッテリーを組み、1961年の第43回全国高等学校野球選手権大会（2回戦敗退）に出場している。卒業後は、鐘淵化学硬式野球部で11年プレーし、1973年に引退。1975年9月から1993年8月まで18年間、母校の高知商野球部監督を務めた。在任中は好投手を多く育て、1978年の第60回全国高等学校野球選手権大会では準優勝、1980年の第52回選抜高等学校野球大会では優勝を果たし、高知高等学校の岡本道雄、土佐高等学校の籠尾良雄とともに高知高校野球界を牽引した。2003年からは高知市の姉妹都市・北海道北見市に招聘され北海道北見柏陽高等学校で4年間指導。2012年からは高知大学硬式野球部監督に就任し、2018年まで務めた。

## 甲子園の成績
- 春：出場5回・9勝4敗・優勝1回
- 夏：出場9回・16勝9勝
- 通算：出場14回・25勝13敗・優勝1回

## 指導した選手
- 森浩二
- 中西清起
- 津野浩
- 中山裕章
- 岡林洋一
- 岡幸俊